# Boros Anna
Boros Anna (Budapest, 1988. június 19. –) magyar színésznő. 

## Életpályája
A II. kerületi Kodály Zoltán Ének-zenei Általános Iskolában és Gimnáziumban érettségizett. 2007-2012 között a Kaposvári Egyetem színművész szakos hallgatója volt. 2012-2014 között a Pécsi Nemzeti Színház tagja volt, majd rövid szabadúszás után az alakuló K2 Színház színésznője lett.

## Fontosabb színházi szerepei
- Benkó Bence – Fábián Péter: EMBEREK ALKONYA (Abigél, az Árvaház instruktora, Szótlan asszony, Kovács Lászlóné Mária) – 2017/2018
- HŰSÉG (Szereplő, Szereplő) – 2017/2018
- K2 – Závada Péter: HOLDKŐ¹ (Hang, Hang) – 2016/2017
- CÁJTSTÜKK, AVAGY A BIZONYTALANOK (Szereplő, Szereplő) – 2016/2017
- Szabó Borbála: KERENGŐK (Ilma, egy lány ebből a világból, Tünde barátnője) – 2015/2016
- Kárpáti Péter – Fábián Péter – Benkó Bence: USTAWKA (Szereplő) – 2015/2016
- Kárpáti Péter – Benkó Bence – Fábián Péter: DONGÓ (Szereplő) – 2015/2016
- Horváth Szabolcs – Szabó Sipos Ágoston – Fábián Péter – Benkó Bence: RÖPÜLJ, LELKEM! (Baján Léna, statiszta, Baján Léna, statiszta) – 2015/2016
- Ken Kesey: SZÁLL A KAKUKK FÉSZKÉRE (Sandra, Flinn nővér) – 2015/2016
- James Rado – Gerome Ragni – McDermot: HAIR (Főszereplő) – 2014/2015
- Anton Pavlovics Csehov: APÁTLANOK (Alekszandra Ivanovna (Szása), Platonov felesége, Trileckij húga) – 2014/2015
- Zágon István – Nóti Károly – Eisemann Mihály: HIPPOLYT AVAGY A NAGYPOLGÁRI VILLA MELLÉ JÁR AZ EZÜST KISKANÁL (Szereplő) – 2012/2013
- A DOHÁNY UTCAI SERIFF (Szereplő) – 2012/2013
- Szabó T. Anna – Dés András: BORSÓSZEM ÉS A TÖBBIEK (Pille) – 2012/2013
- Vörösmarty Mihály: CSONGOR ÉS TÜNDE (Ledér) – 2004/2005
- Lázár Ervin: BERZSIÁN ÉS DIDEKI (Dideki) – 2002/2003